# Francisco Martínez Brau
Francisco Martínez Brau (f. 1889) fue un político y propietario español, diputado durante el Sexenio Democrático y la Restauración.

## Biografía
Fue concejal muchos años, además de primer teniente de alcalde y alcalde interino de Madrid. Representó en el Congreso al distrito leridano de Balaguer en 1872 y 1881. Procedente del antiguo partido constitucional, en 1886 obtuvo de nuevo escaño de diputado por Balaguer  el 14 de mayo, cargo que juró el 11 de junio y que mantuvo hasta su muerte, cuando fue sustituido por Enrique de Luque y Alcalde. Votaba con la minoría izquierdista. Falleció el 30 de enero de 1889 en Madrid y fue enterrado en el cementerio de San Isidro. Martínez Brau, que también formó parte del partido progresista, al final de sus días se había afiliado al partido liderado por Romero Robledo.